# Цибуленко Віктор Сергійович
Ві́ктор Сергі́йович Цибуле́нко (народився 13 липня 1930, Веприк Фастівського району Київської області — помер 19 жовтня 2013, Київ) — український легкоатлет у метанні списа. Заслужений майстер спорту з легкої атлетики (1956).Тренувався в Спортивному клубі армії в Києві.
Олімпійський чемпіон (1960). Бронзовий призер Олімпійських ігор (1956). П'ятиразовий чемпіон СРСР (1952, 1955—1957, 1959). Чемпіон світу серед ветеранів (1994). Переможець номінації НОК України «Спортивна слава України» (2009).

## Життєпис
Народився 13 липня 1930 року в селі Веприк Фастівського району Київської області. Через рік його батька, який мав 20 соток землі та трійку добрих коней, було «розкуркулено». Батьки втекли до Києва, залишили Віктора під опікою бабусі. 
«Коли бійці з органів прийшли забирати наше добро, я був немовлям. Лежав в колясці. Бабуся мені потім розповідала, що, показавши на коляску, один з бійців запропонував втопити "маленьке куркульне кодло". Бабка заголосила, мовляв, чим немовля винне, і швидко відступила з коляскою. Якийсь час мене ховали у сусідів. Коли все заспокоїлося, батьки мене забрали».
У дитинстві після падіння з «гойдалки-тарзанки» та втрати свідомості сільський фельдшер діагностував у хлопця серцеву ваду та заборонив будь-які заняття спортом. Пізніше діагноз підтвердили під час медкомісії у залізничному училищі, через що Віктора не взяли в помічники машиніста.
У 1940 році пішов до школи. Якось у школі кинув гранату за паркан на відстань близько 70 метрів, після чого вчитель з фізкультури зрозумів, що хлопець має потенціал, і направив його до тренера з легкої атлетики Володимира Козловського. Цього разу медобстеження показало, що вади серця вже немає — переріс.
Закінчив семирічку з Почесною грамотою. Після закінчення поступив у Київському ПТУ.
У 1948 році в Ленінграді взяв участь у перших для нього великих змаганнях — першості Центральної ради спортивного товариства «Трудові резерви». Віктор переміг у штовханні ядра, потім у метанні диска та встановив рекорд товариства в метанні гранати. Саме на цих змаганнях уперше в житті взяв до рук спис та відразу посів друге місце.
На чемпіонаті СРСР 1950 року в Києві 20-річний Віктор Цибуленко з результатом 66.16 м посів друге місце, програвши естонцю Гаррі Валману 24 см. Саме тоді він увійшов до еліти радянського метання списа.
1 травня 1951 року на відкритті київського стадіону СКА кинув гранату на 89,39 м — це був рекорд СРСР, як виявилося, вічний: за наступні 40 років існування країни його так і не змогли перевершити до 1991 року. Незабаром змагання з цього виду спорту перестали проводити.
Під час служби в армії виступав за київський СКА, дослужився до підполковника (вийшов у відставку 1985 року). 
1952 року на Олімпійських іграх у Гельсінкі Віктор їхав третім номером збірної – після ленінградців Володимира Кузнецова та Юрія Щербакова. Молодий українець з результатом 71.72 сенсаційно посів 4 місце, відставши від бронзового призера фіна Тойво Хюютіяйне на лише на 17 см.
Уперше став чемпіоном країни у серпні 1952 року на змаганнях в Ленінграді, показавши результат 72.26 м, значно випередивши Кузнецова (67.47) та Щербакова (65.44). Віктор ставав чемпіоном країни у 1955—1957 та 1959 роках.
1956 року на Олімпійські ігри 1956 до Мельбурна їхав визнаним першим номером збірної країни, з результатом 79.50 зійшов на п’єдестал, виборовши бронзу.
У 1958 р. закінчив Київський інститут фізкультури і спорту.
Напередодні Олімпійських ігор1960 року травмував плече, крім того його тренера Зосиму Синицького до Рима не взяли, тому з Віктором працював персональний тренер Володимира Кузнецова (на Ігри не відібрався) Леван Сулієв. Під час змагань у першій же спробі метнув снаряд на 84.54 м. При цьому його нога зупинилась за кілька сантиметрів до лінії заступа: навіть суддя посміхнувся та показав йому під ноги. Другий призер, німець Вальтер Крюгер показав 79.36, а угорець Гергей Кулчар — 78.57. Перевага українця виявилась беззаперечною.
Свою останню медаль всесоюзної першості взяв 1962 року в Москві: то була бронза.
Закінчивши активну кар’єру, Віктор Сергійович чотири роки служив офіцером у ГРВН (Група радянських військ у Німеччині). За цей час підготував два десятки майстрів спорту країни з різних дисциплін. 
З 1972 по 1985 роки він працював викладачем київського зенітно-ракетного училища. Дослужившись до підполковника, вийшов на пенсію.
Почав тренувати дітей, багато років працював в ДЮСШ олімпійського резерву «Старт».
У 1994 році виграв турнір на чемпіонаті світу серед ветеранів в Австралії. У 64 роки метнув спис на 41.42 м.
Помер 19 жовтня 2013 року в Києві на 84-му році. 
Він залишається єдиним в історії українського спорту олімпійським чемпіоном у метанні списа.

## Нагороди
1. орден «Знак пошани» (1956);
2. орден Трудового Червоного прапору (1960);
3. орден "За заслуги" III ступеня (2002);
4. орден "За заслуги" II ступеня (2012).

Переможець номінації НОК України «Спортивна слава України» (2009).